# Initiative populaire « Sauvez l'or de la Suisse »
L'initiative populaire  « Sauvez l'or de la Suisse », également appelée « initiative sur l'or » est une initiative populaire fédérale suisse, rejetée par le peuple et les cantons le 30 novembre 2014.

## Contenu
L'initiative propose d'ajouter un article 99a à la Constitution fédérale spécifiant que les réserves d'or de la Banque nationale suisse sont inaliénables et doivent être stockées en Suisse. Cet article précise également que les actifs du pays doivent être composés au moins de 20 % d'or.
Le texte complet de l'initiative peut être consulté sur le site de la Chancellerie fédérale.

## Déroulement

### Contexte historique
Jusqu'en 1971, l'or jouait un rôle majeur de régulation de l'ordre monétaire mondial, en particulier à la suite de l'établissement de l'étalon-or. À la suite de l'abandon par les États-Unis d'Amérique de la convertibilité du dollar en or, ce métal a perdu sa fonction de repère en 1978. En Suisse, même si la parité-or du franc suisse n'a jamais été supprimée de la loi, la Banque nationale a renoncé à appliquer cette attache à la suite de la transformation du franc suisse en valeur refuge.
Ce n'est qu'en 1999, à la suite de l'adoption de la nouvelle constitution fédérale que l'or et le franc suisse sont dissous. À cette date, la Suisse possédait 2 590 tonnes d'or (soit 365 grammes par habitant), ce qui la plaçait au 5e rang mondial. La Banque nationale décida alors de revendre une partie de ses stocks ; ce sont finalement 1 300 tonnes qui seront revendues entre 2000 et 2005 pour un montant total de 21,1 milliards de francs répartis pour 2/3 aux cantons et pour 1/3 au fonds de compensation de l'AVS. En 2008, la Banque nationale vendit encore 250 tonnes d'or supplémentaires.
À la suite de cette vente, les initiants déposent leur texte pour obliger la Banque nationale à rapatrier ses stocks d'or (1 040 tonnes) en Suisse tout en rendant ce stock inaliénable et en assurant un minimum de 20 % des actifs nationaux en or. Ils dénoncent le « prix de misère » auquel l'or aurait été vendu au début des années 2000 et refusent que « les banquiers et les politiciens » puissent « jouer » avec ces réserves comme avec de « l'argent de Monopoly ».

### Récolte des signatures et dépôt de l'initiative
La récolte des 100 000 signatures a débuté le 20 septembre 2011. L'initiative a été déposée le 20 mars 2013 à la chancellerie fédérale qui l'a déclarée valide le 16 avril.

### Discussions et recommandations des autorités
Le parlement et le Conseil fédéral recommandent le rejet de cette initiative. Dans son rapport aux chambres fédérales, le Conseil fédéral relève que son acceptation « restreindrait la Banque nationale suisse dans ses efforts à poursuivre une politique monétaire [..] contribuant au développement stable de l'économie ». Le parlement, de son côté, met en avant que ce stock ne serait d'aucune utilisé en cas de crise, puisqu'il serait interdit de le vendre.
Les recommandations de vote des partis politiques sont les suivantes : 
| Parti politique              | Recommandation |
| ---------------------------- | -------------- |
| Parti bourgeois-démocratique | non            |
| Parti chrétien-social        | non            |
| Parti démocrate-chrétien     | non            |
| Parti socialiste             | non            |
| Vert'libéraux                | non            |
| Les Libéraux-Radicaux        | non            |
| Union démocratique du centre | non            |
| Les Verts                    | non            |

### Votation
Soumise à la votation le 30 novembre 2014, l'initiative est refusée par l'ensemble des 20  6/2 cantons et par 77,3 % des suffrages exprimés. Le tableau ci-dessous détaille les résultats par cantons :